# Flossenstrahl
Als Flossenstrahlen (Dermotrichia) werden die tragenden Elemente der Fischflossen bezeichnet. Sie können bei den verschiedenen Fischtaxa in vier verschiedenen Formen ausgebildet sein:

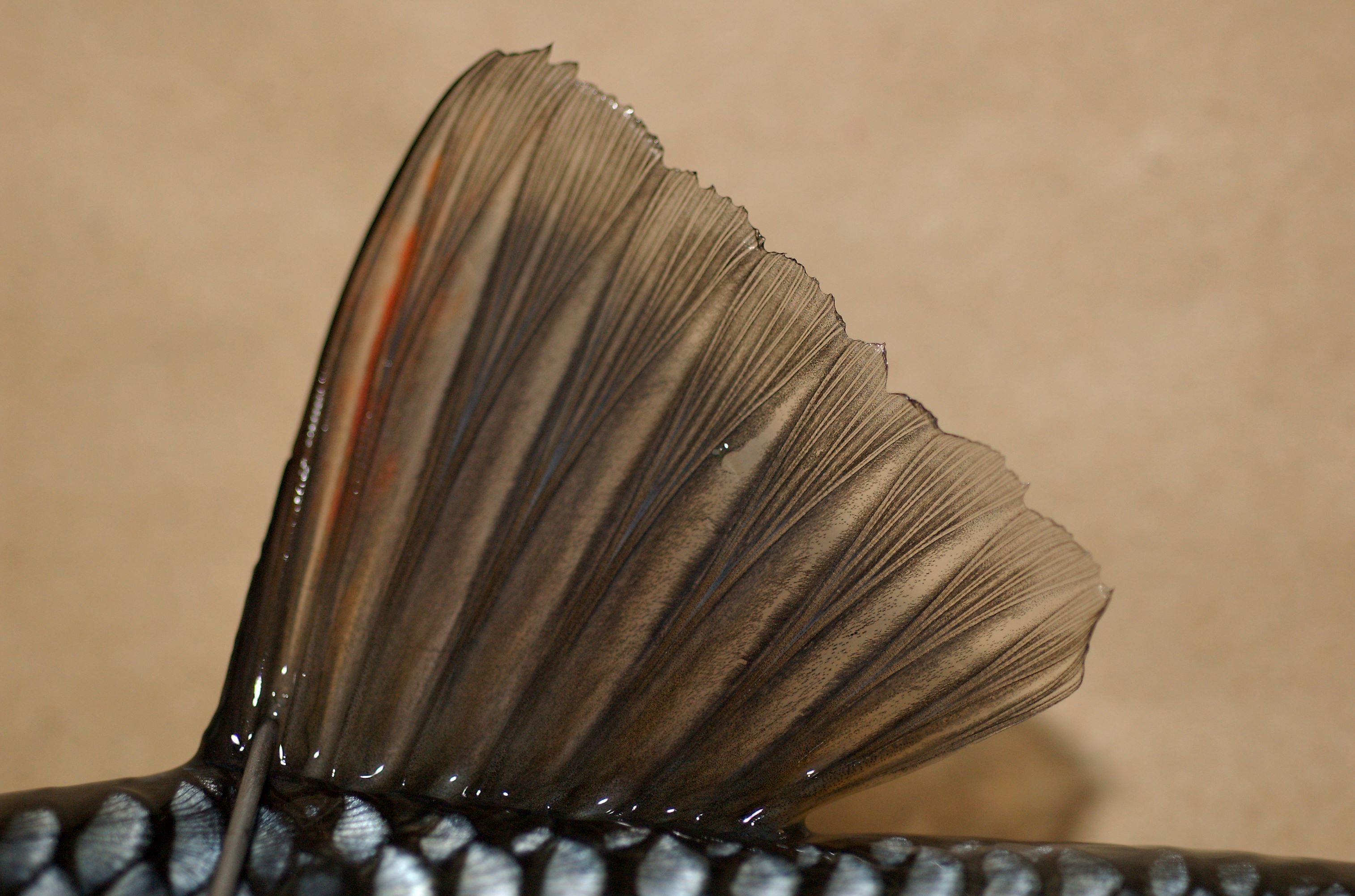
Rückenflosse eines Döbels (Leuciscus cephalus), deutlich zu erkennen ist die fächerartige Teilung der Weichstrahlen. Der vorderste Strahl ist bei Cypriniden ein „unechter“ Hartstrahl.

1. Bei den Knorpelfischen (Chondrichthyes) liegen faserig, elastische Strahlen vor, die aus Elastoidin, einer hornartigen Substanz bestehen. Sie werden Ceratotrichia genannt.
2. Die Flossenstrahlen im äußeren, freien Flossenrand der Strahlenflosser (Actinopterygii), in der Fettflosse der Teleostei und die Flossenstrahlen ihrer embryonalen Phase werden Actinotricha genannt.
3. Die Flossenstrahlen der Strahlenflosser und Quastenflosser (Coelacanthiformes) werden Lepidotrichia genannt. Sie lassen sich von Schuppenreihen ableiten und sind ursprünglich gegliedert. Ihre kollagene Matrix entsteht aus Mesenchymzellen, die Osteoblasten ähneln. Das Wachstum der Lepidotrichia geschieht durch terminale (am Ende gelegene) Ossifikation. Reife Lepidotrichia bestehen z. B. beim Lachs aus einem Kern aus dichten Hydroxylapatitkristallen, einer knöchernen Mittelschicht und einer äußeren Schicht von Kollagenfasern.
4. Die Kamptotrichia der Lungenfische (Dipnoi) gleichen den Lepidotrichia, sind aber mit Schuppen bedeckt.

## Hart- und Weichstrahlen

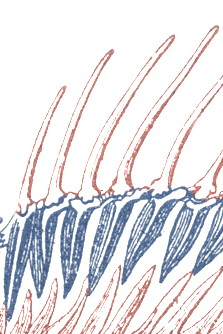
Rückenflossen-Hartstrahlen eines Barsches (rötlich: oben Hartstrahlen, unten Neuraldornen der Wirbel, blau: Flossenträger)

Die Flossenstrahlen der Echten Knochenfische (Teleostei) werden in Hart- (auch Stachelstrahlen) und Weichstrahlen (auch Gliederstrahlen) unterteilt. Hartstrahlen sind ungegliederte, meist glatte Knochenstückchen, Weichstrahlen bestehen aus zwei miteinander verwachsenen Hälften. Bei den Weichstrahlen wird zwischen verschiedenen Formen unterschieden:
- ungeteilt, ungegliedert, stachelartig;
- ungeteilt, gegliedert;
- fächerartig geteilt, gegliedert.

Sofern eine Flosse Hartstrahlen enthält, befinden diese sich immer vor den Weichstrahlen. Die Bezeichnungen Hart- und Weichstrahlen sind etwas irreführend. Hartstrahlen können durchaus biegsam und weich sein, während ungegliederte Weichstrahlen verkalkt und dornenartig sein können. Die Unterscheidung zwischen Hartstrahlen und ungegliederten Weichstrahlen ist im Zweifelsfall am leichtesten durch die Betrachtung von vorn möglich, die die beiden Hälften der Weichstrahlen erkennen lässt. Weichstrahlen werden embryonal immer paarig angelegt und verwachsen später mehr oder weniger miteinander.
Echte Hartstrahlen sind nur bei den Stachelflossern zu finden. Bei einigen Fischen sind einige Hartstrahlen mit Giftdrüsen versehen (z. B. den Skorpionfischen, Petermännchen, Kaninchenfischen) und auch ein sägeförmiges Profil an der Rückseite ist möglich. Sie entstehen embryonal aus unpaaren Knochenstäben.

## Bewegung
Die Flossenstrahlen sind durch das Bindegewebe der Flossenmembran miteinander verbunden und können durch ihren Abstand unabhängig voneinander bewegt werden. Den Flossenstrahlen der Teleostei wird durch zwei Scharniergelenke ermöglicht, sich vorwärts, rückwärts und seitwärts zu bewegen. Dazu stehen sechs Muskeln zur Verfügung, der Erector, der den Strahl nach vorn zieht, der Depressor, der für die rückwärtige Bewegung zuständig ist, und an jeder Seite zwei Inclinatoren. Zwischen den Flossen liegen die gestreckten Carinalmuskeln, die helfen, sie zu spreizen oder niederzulegen. 

## Flossenträger
Die Flossenstrahlen (Radien) der unpaaren Flossen (Rücken- und Afterflosse) der Strahlenflosser sitzen auf knöchernen Sockeln, den Flossenträgern (Radialia, Pterygiophoren), die Teil des Innenskeletts der Fische sind und in die Muskulatur hinabreichen. Jeder Flossenträger besteht für gewöhnlich aus drei Teilen, einem weidenblattförmigen, langen, proximalen Teil, einem kürzeren mittleren Pterygiophor und dem sehr kurzen distalen, knorpeligen Pterygiophor, an dem der Flossenstrahl ansetzt. Erst bei den Teleocephala (den rezenten Teleosteern) ist bei der Rückenflosse die Anzahl der Flossenstrahlen gleich der der Flossenträger. Die distalen Stücke sind oft nach hinten gekippt und verbinden so als Abstandhalter zwei Basen der Radien hintereinander gelenkig. Verschmelzungen kommen mitunter vor.